# Jacinto Cáceres Pilares
Jacinto Cáceres Pilares fue un político peruano. 
Fue elegido diputado por el departamento del Cusco en 1956 con 6843 votos en las Elecciones de 1956 en los que salió elegido por segunda vez Manuel Prado Ugarteche.